# Lucas Furtenagel

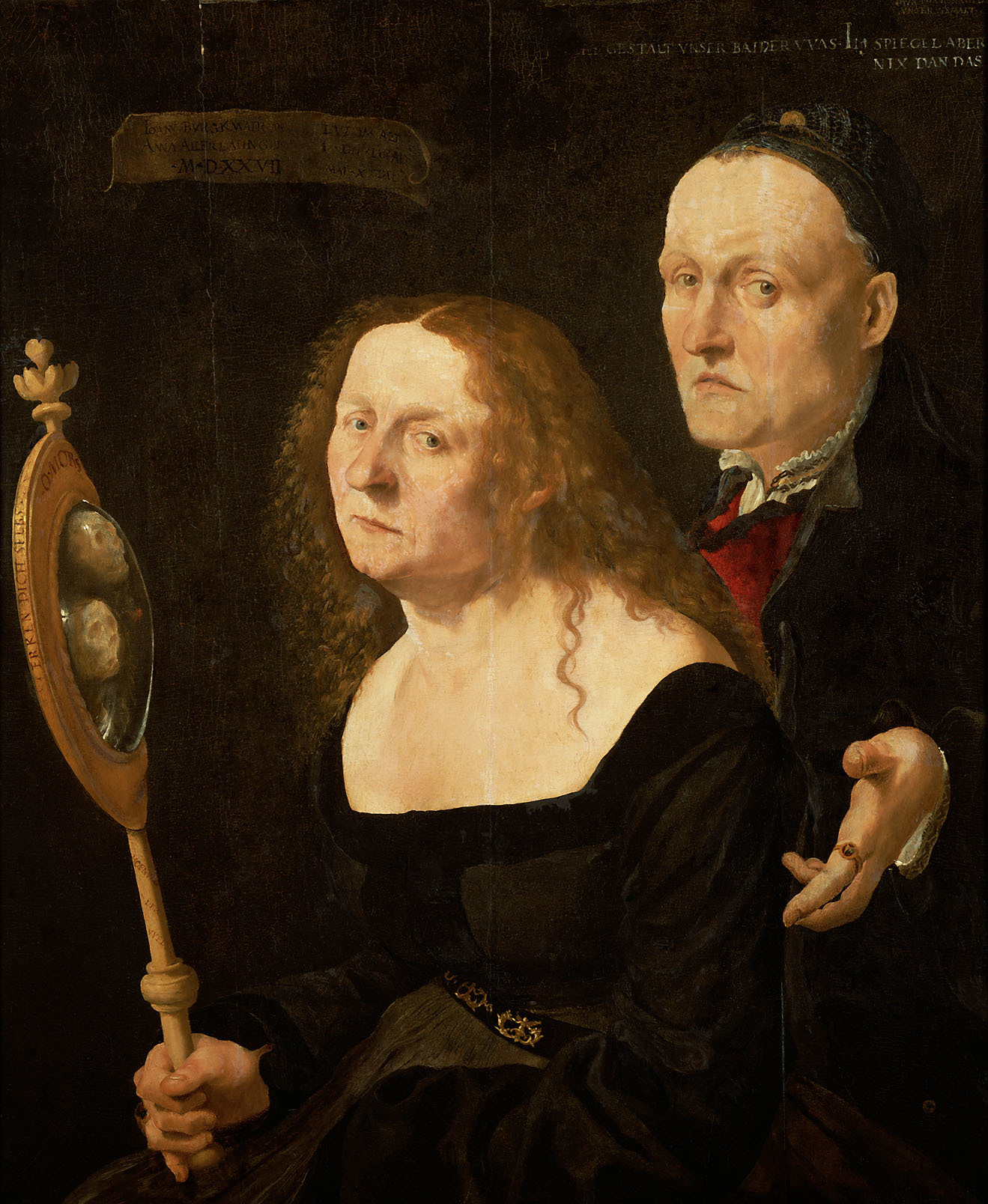
El pintor Hans Burgkmair y su esposa Anna, por Lukas Furtenagel, Museo de Historia del Arte de Viena, 1529

Lucas Furtenagel (1505–1546) fue un pintor alemán.
Lucas Furtenagel, como miembro de una familia de artistas, mostró vocación por la pintura a una edad muy temprana. Nació y se crio en Augsburgo, donde trabajó como protegido de Hans Burgkmair.
Furtenagel comenzó a pintar a los diez años. Tras abandonar Augsburgo, entró en el taller de Lucas Cranach el Viejo. En 1546 ganó un concurso a su regreso a Augsburgo. Ese mismo año grabó a Martín Lutero en su lecho de muerte. Es conocido por el doble retrato que hizo en 1527 de su colega y maestro Hans Burgkmair y su esposa (Museo de Historia del Arte de Viena, Vienna).

## Retrato de Martín Lutero
Una de las obras más reconocidas de Furtenagel fue el retrato que hizo de Martín Lutero, pintado justo después de su muerte, acaecida el 18 de febrero de 1546 en Eisleben. Furtenagel retrató el cadáver de Lutero dos veces, la primera vez el día 18, y de nuevo al día siguiente. Solo una de las dos versiones ha llegado hasta nuestros días.

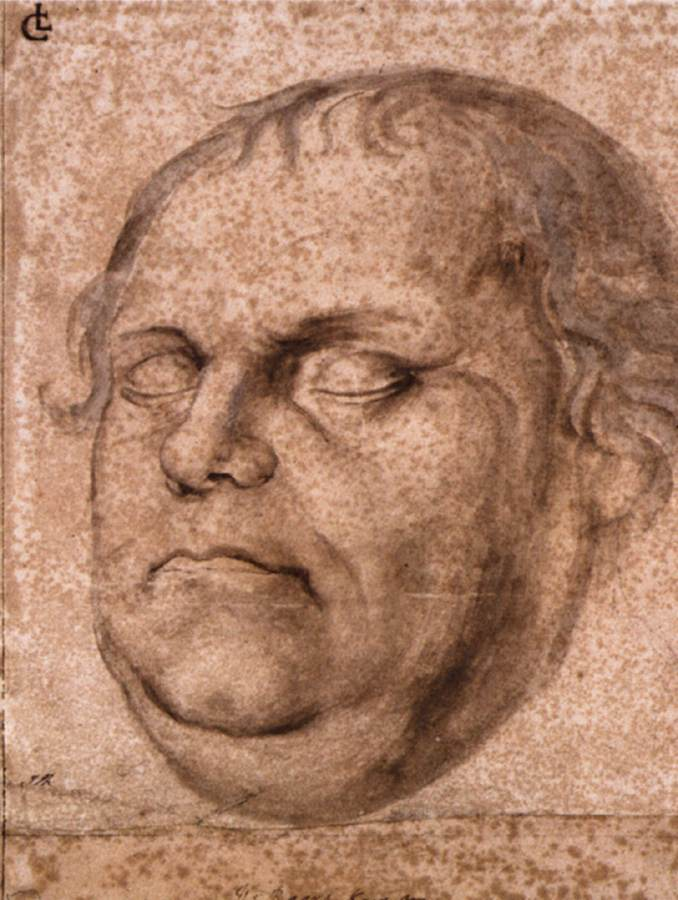
Dibujo de Martín Lutero, por Furtenagel.